# Mrežni prolaz
Mrežni prolaz (engl. gateway) je hardverski uređaj i/ili softverski paket koji povezuje dva različita mrežna okruženja. On omogućava komunikaciju između različitih računarskih arhitektura i okruženja. On isto tako vrši prepakivanje i pretvaranje podataka koji se razmenjuju između potpuno drugačijih mreža, tako da svaka od njih može razumeti podatke iz one druge.
Mrežni prolaz je obično namenski računar, koji mora biti sposoban da podrži oba okruženja koja povezuje kao i proces prevođenja podataka iz jednog okruženja u format drugog. Svakom od povezanih mrežnih okruženja mrežni prolaz izgleda kao čvor u tom okruženju. To zahteva značajne količina RAM memorije za čuvanje i obradu podataka. Radi u sloju sesije i aplikativnom sloju. Kako povezuje različite mreže, mrežni prolaz menja format poruka da bi ih prilagodio krajnjim aplikacijama kojima su namenjene, vrši prevođenje podataka (iz ASCII u EBCDIC kod, na primer) kompresiju ili ekspanziju, šifrovanje ili dešifrovanje, i drugo. Dakle, osnovna namena mrežnih prolaza je konverzija protokola. On radi između transportnog i aplikativnog sloja OSI modela. Danas u svetu postoji veliki broj autonomnih mreža, svaka sa svojim različitim hardverom i softverom.
Autonomne mreže se međusobno mogu razlikovati po više karakteristika:
- algoritmima za rutiranje,
- implementiranim protokolima,
- procedurama za administriranje i vođenje politike mreže i dr.

Nezavisno od nabrojanih razlika, korisnici jedne mreže imaju potrebu da komuniciraju sa korisnicima povezanim na drugu mrežu.

## Literatura
1. ↑  Jaewook Shin; Haeryong Lee; Jeehyeon Na; Aesoon Park; Sangha Kim (2005). „Load balancing among internet gateways in ad hoc networks”. IEEE, Vehicular Technology ConferenceVTC-2005-Fall. 2005. 62. ISBN 978-0-7803-9152-9. doi:10.1109/VETECF.2005.1558227. Текст „pages:1677-1680 ” игнорисан (помоћ)
2. ↑  Zaman, R.U.;   Khan, K.-U.-R.;   Reddy, A.V.;  Comput. Sci. & Eng. Dept., Muffakham Jah Coll. of Eng. & Tech, Hyderabad, India (29. 3. 2010). „A review of gateway load balancing strategies in Integrated Internet-MANET”. Internet Multimedia Services Architecture and Applications (IMSAA), 2009 IEEE International Conference on. Bangalore: 1—6. ISBN 978-1-4244-4792-3. doi:10.1109/IMSAA.2009.5439450.

## Spoljašnje veze
- Projekat Linuks dokumentacije